# Гай Цестий Галл (консул 35 года)
Гай Цестий Галл (лат. Gaius Cestius Gallus) — политический деятель эпохи ранней Римской империи.
В 21 году Галл упомянут уже как сенатор, когда он выступил на сенатских дебатах, где упомянул о своем успешном иске против Аннии Руфиллы. В 32 году он обвинил бывшего претора Квинт Сервея и всадника Минуция Терма как друзей и участников заговора префекта претория Сеяна, где он, по словам Тацита, читал обвинение, написанное императором Тиберием. Возможно, в качестве награды Галл получил должность ординарного консула в 35 году. Историк Гай Светоний Транквилл писал следующее об отношении Тиберия к Галлу:
«Цестия Галла, старого развратника и мота, которого еще Август заклеймил бесчестием, он при всех поносил в сенате, а через несколько дней сам назвался к нему на обед, приказав, чтобы тот ничего не изменял и не отменял из обычной роскоши и чтобы за столом прислуживали голые девушки».
Его сыном был консул-суффект 42 года Гай Цестий Галл.